# Новата кола на татко
„Новата кола на татко“ е български телевизионен игрален филм (късометражен, семейна трагикомедия) от 2005 година на режисьора Ивайло Драганов, по сценарий на Иво Кръстев. Оператор е Теодор Янев. Музиката във филма е композирана от Румен Бояджиев и Румен Бояджиев-син.

## Актьорски състав
- Васил Смирийски – Синът Емил
- Николай Урумов – Бащата Иван
- Стефка Янорова – Майката Мария
- Александър Дойнов – Чичо Пешо търговецът
- Валентин Танев – Полицай на паркинга
- Никола Рударов – Охрана на паркинга
- Кръстьо Лафазанов – Полицай Вукадинов
- Соня Желязкова – Мадамата
- Георги Илиев – Малкият Пешко (Пешо)
- Цвятко Ценов – Полицай Атанасов
- Десислава Тенекеджиева – Аптекарката
- Иван Григоров – Дядото
- Ани Георгиева – Мина
- Добрин Досев – Шофьор на такси
- Яни Йозов
- Илия Цоцин
- Николай Беров
- Николай Върбанов
- Николай Станоев
- Явор Йорданов
- Иван Попов